# 唐朝經濟
唐朝時期的經濟，一般稱為唐代經濟，是指七世紀到十世紀初唐帝國統治的中原、江南、四川與嶺南等地區的經濟發展。一般認為此時期是中國經濟由上古逐漸轉為中世的關鍵時期。

## 財政制度
唐初戶等沿襲隋朝制度，武德初，行三等戶制。武德七年（624年）四月，唐朝頒佈均田令和租庸調。
唐朝廷将一部分官田设为赐田（供贵族、官吏、功臣）、公廨田（供官署）、驿田（供驛站）、屯田（供军政），而剩余田地实行均田制分配于众。均田令規定政府依戶籍授田，所授田地分公私两田区，是一种公私折中的制度。人口三歲或以下為黃，四歲或以上為小，十六岁或以上為中，廿一岁或以上為丁，六十岁或以上為老。丁男和十八歲以上的中男授田一頃（公田八十亩、私田二十亩），老男和殘障人授田四十畝。寡妻妾授田卅畝。和尚道士每人授田卅畝，尼姑女冠則有廿畝。奴婢、妇人及耕牛不受田地。貴族、官吏和勋官則分别按其戚亲近远、品级高低、功勋大小分配适当的私田。相较隋朝，唐朝对土地的買賣宽松了许多，但仍有嚴格的限制。均田制不仅有助于确保朝廷财政收入和满足上层贵族官僚对地产的需求，同时它也對唐初生產力的复苏起到了关键性的作用。
唐朝课役分徭役、正役两种。正役只征收丁男，而徭役亦征中男。徭役有杂徭、色役两种。杂徭多为地方的临时补修建筑工作。色役多为各类工匠艺活。正役包括税役和兵役。税役又有按照租庸調制收纳的正税与地税和户税两种辅助税。租庸調法是與均田制配套實行的賦役制度。租庸調按丁徵收。每丁每年交納粟二石，稱為“租”。根據各地的不同生產，每年交納絹二丈，錦三兩，或布二丈五尺，麻三斤。稱為“調”。每丁每年要服徭役廿日，閏月加兩日。如果不想服徭役，每天折納絹三尺或布三尺七寸五分。稱為“庸”。如果政府額外加役，十五日，免調；卅日，租調全免。額外加役最多不可超過卅日，這種制度精神在於政府為民置產，其因其產而繳稅，即沒有重徵累民的問題，又可以防止兼併之風，自然是一種良制，但實行這種制度，必須滿足特殊條件，社會秩序須要穩定、人口不能大幅流動、戶籍與田籍又須非常清楚。户税税额根据户内丁男多寡分成九等。唐朝前半叶，户税逐年上升，高宗朝约收户税十五万余贯，至玄宗朝已高达二百多万贯。因其税收分量之重，逃税情况普遍存在。唐从隋制，在全国各地建造义仓，每年每亩收纳地税粟（或麦、稻）二升，以备紧急。至天宝年间，户地二税已占据唐朝税收的很大部分。
武周末年均田制开始形同虚设，政治漸不以往，加上唐初突厥、唐末回紇吐蕃連年入侵，人民逃避徭役，逃亡者漸增。不僅徵兵形式的府兵制被迫要改良為募兵方式的彉騎，大庄园制经济日益发展。安史之乱后，庄园制的形成导致土地兼并严重，越來越多的自耕農成為地主的佃戶。這種情況導致稅收人口緊缺。據統計，肅宗上元元年（760年）國家控制的人口一千六百九十九萬零三百八十六，其中納稅人口只有兩百三十七萬零七百九十九，戶口逃匿者越多，舊有的戶口名籍，則不敷使用。唐朝的財政陷入崩潰；租庸調制度便無法繼續實行。為解決財政困難，劉晏開始實行賦稅制度改革，采用“疾足”来回报各地经济风景，以便稳定物价，优化税收。取得了很好的成效。德宗建中元年（780年），唐朝的財政制度由租庸調法改為兩稅法。兩稅法沿襲過去地稅和戶稅的形式，按田畝的多少收地稅，按戶等的高低抽戶稅，以征收实物为主，缗钱为次，且以实物价值折算得额。這樣，官僚、貴族、地主和商人都要合理納稅，減輕了平民的負擔，也增加了政府的收入，另外因為簡便而且公平，後代各朝持續沿用。但是，兩稅法有諸如錢重物輕等弊病，只能暂时缓解唐朝的财政收入，雖然方法簡便且名義上依貧富等級公平的差別課稅而沿用至今，但解決衍生問題仍有賴形成安定社會與確保相關配套查檢制度施行。官僚、地主、大商人仍利用特权手段减税、免税、逃税。唐后期随着物价上升，两税制度对平民的剥削愈来愈严重。唐朝后期，为解决财政拮据的局面，实行盐铁专卖制度。政府设立盐铁使管理各地的专卖情况。结果导致物价飞腾，民怨四起，民间贩卖私盐者不在少数。而盐铁专卖制度也是黄巢之乱的直接原因之一。

### 兩稅法
兩稅法實施後另有幾個重要意義：第一，政府只管徵租，不再授田，失去「為民制產」的精神。第二，改以耕地為課稅基準，戶口的整理不如以前重要。第三，兩稅法只依土地所有人為課稅對象，等於變相承認其土地所有權。於是，均田制以來的土地國有制從此結束，土地私有制確立。也使均田戶轉為自耕農或佃戶，佃戶的身份地位，際遇遠比以前的部曲好。他們屬於國家的編戶，佃戶和地主的關係，是租佃的契約關係，而不是私屬依附，他們只要按照契約繳稅，地主便不能控制他們的人身自由。其次，佃戶力役較前代減輕，部曲為豪族私屬，需負擔所有莊園的工作，而均田戶則有「庸」的負擔。在兩稅法之下，即使是佃戶，亦不需負擔勞役的責任。因此，佃戶比起部曲，有實質的改善。然而土地兼併益發嚴重，土地所有權集中在少數地主手中。地主為了尋求更高的報酬，通常只租小塊的農地給佃戶，讓其精耕細作來提高單位產量，地主才有更大的獲利，於是分割零碎的農地，成為宋代以後中國農村的常態。大多數的佃戶和自耕農，都只有小塊農地，因而經濟基礎非常薄弱，僅能維持不饑不寒的水準。一遇災荒，往往要流離失所。

## 工商業

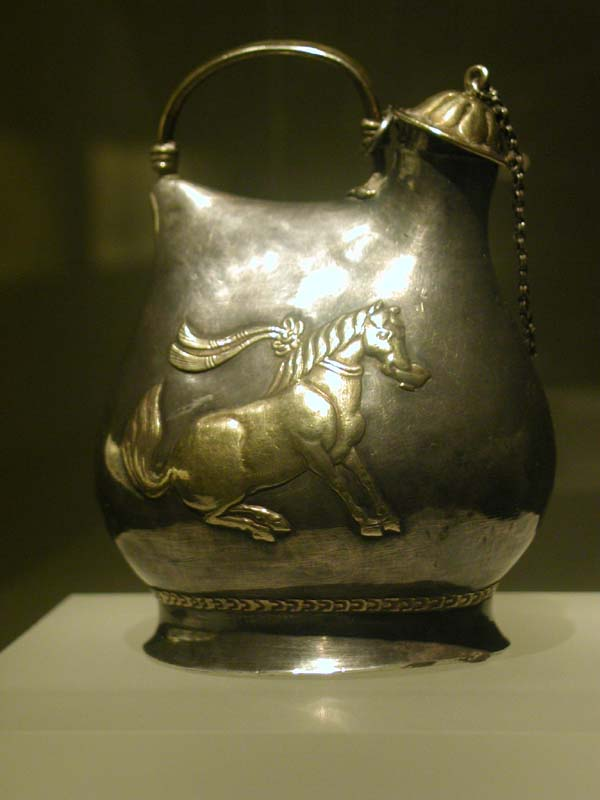
唐朝镀银罐，仿北胡的皮革水袋

唐代的城市商品经济处于成長的胚芽时期。长安、洛陽、蘇州、揚州、成都、廣州等都是一定地域內的商业中心。唐朝國內交通在当时世界上是十分發達的。陸路交通以長安為中心，道路遍佈全國。水路交通則是以洛陽為中心的南北大運河為主。全國共有驛站一千四百六十三所。其中陸驛一千二百九十七所，水驛一百六十六所。商人用于存放商物的邸店因其利润之高，在交通枢纽周边发展开来。自中唐开始，由于大批士绅与工匠南迁，长江流域商業城市發展快速，国家的经济财政亦仰赖南方的补给，当时有「揚一益二」的說法；而江南最大城市、江南东道治所苏州的繁华程度在中唐末期时已逐步超越扬州和洛阳，在全国仅次于长安，成为整个中国南方唯一的、最高等级的州——雄州，有「甲郡标天下」之说，即所谓“当今国用，多出江南。江南诸州，苏最为大”；此外杭州、湖州等地的经济也得到了较快发展。而坊市分開的制度在苏州、揚州等商業城市被打破，還出現了夜市。

### 手工業

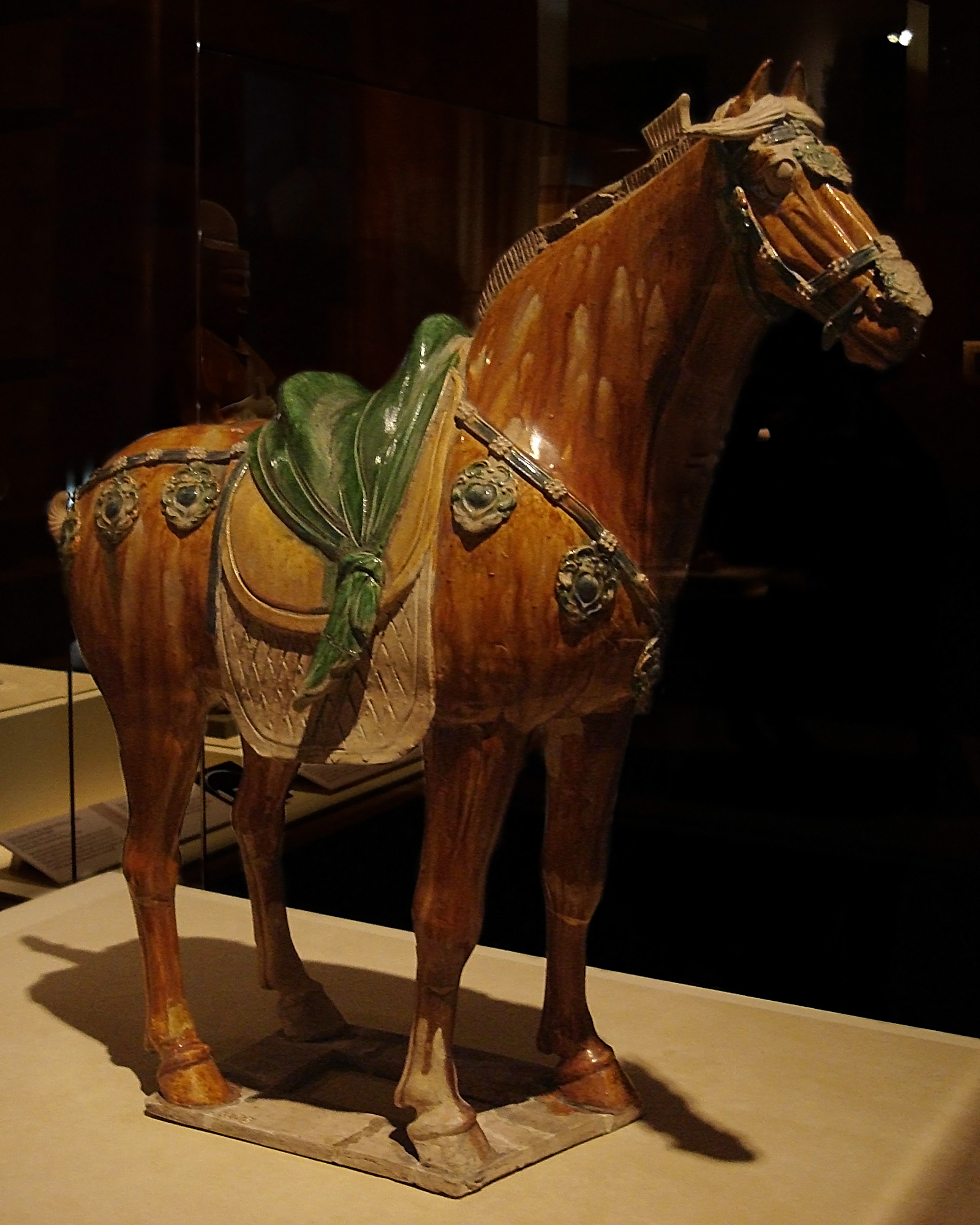
唐三彩的普遍造型—立马

唐代手工業分官營和私營兩種。工部是主管官營手工業的最重要部門，直接管理的機構有少府監、將作監、軍器監。少府監主管精緻手工藝品；將作監主管土木工程的興建；軍器監負責兵器的建造。監下設署、署下設作坊。此外還有鑄錢監和冶監等。官營手工業的產品一般不對外銷售，只供皇室和衙門消費。工人則分為工匠、刑徒、官奴婢、官戶、雜戶等。私營手工業較官營手工業比不發達。唐前期主要手工業有紡織業、陶瓷業和礦冶業。丝、麻为主要纺织对象。河南道的绢，江淮的布都是其中的上等品种。唐朝的丝织品广泛沿用北朝的蜡缬法染色，并先后研发出夹缬、绞缬两种新染色法。织品图案亦受西域胡风影响体现出少许波斯风格。白瓷的精细，唐三彩的数量可以证实当时陶瓷业之发达。唐三彩以黄、绿、白三色为主，表现了当时对施釉技术的熟练掌握，虽是随葬物品，但制作精致，取材涉及唐代社会上下的方方面面。金银器制造业汲取了西域的一些技术，采用灰吹法达到很高的金银纯度。淮南扬州出产方丈镜、江心镜等上等铜镜。中唐时，南方手工業大幅進步，特別是絲織業、造紙業和造船業：民间普及饲养桑蚕，开辟用竹造纸，制造人力脚踏轮船。越州越窑烧制出的秘色瓷是晚唐南方陶瓷业的杰出代表。

## 金融貿易

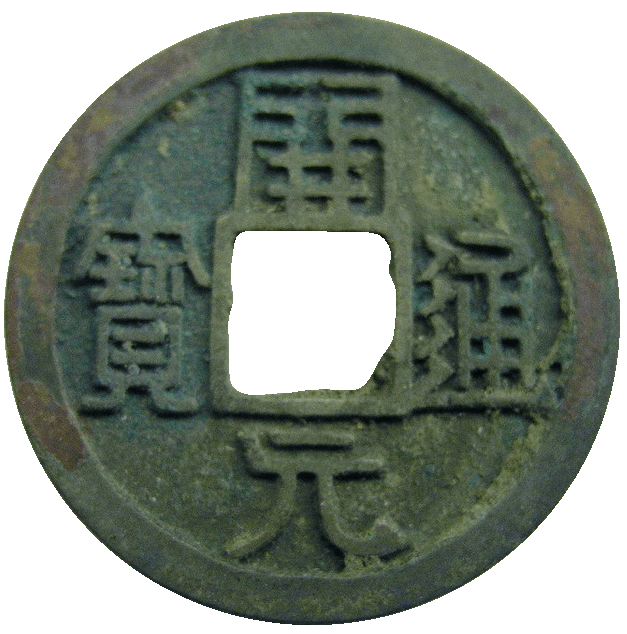
唐朝通用货币“开元通宝”

唐武德四年（621年）七月，“廢五銖錢，行開元通寶錢，徑八分，重二銖四絫，積十文重一兩，一千文重六斤四兩”。 確立了國家鑄幣的法幣地位。與此同時，又繼承魏晋南北朝時期以絹帛為貨幣的傳統，實行了“錢帛兼行”的貨幣制度——錢即銅錢，帛則是絲織品的總稱，包括錦、繡、綾、羅、絹、絁、綺、縑、紬等，實際上是一種以實物貨幣和金屬貨幣兼而行之的多元的貨幣制度 。
初期，社會經濟以自然经济為主，商品经济處於復蘇階段，水準很低。在這種情況下，錢帛兼行的貨幣制度較好地適應了小額商品交易的需要。但隨著貞觀末期，尤其是高宗、武后及玄宗時期商品經濟的繼續發展，錢帛兼行的貨幣制度逐漸暴露出其落後的一面。首先表現在絹帛作為貨幣因體大物重、不便分割、難於運輸儲藏等缺點開始不受市場歡迎，絹帛作為貨幣的職能趨於衰退，商品交易趨向喜歡使用更高一級的銅錢作仲介，提出了增加流通中銅錢投放量的要求，然而唐王朝的官營鑄幣不能滿足這種要求，於是造成了流通中銅錢短缺的日益加劇，又進而引發了嚴重的銅錢的私鑄和濫鑄，造成了物價波動、貨幣流通不穩定以及經濟發展的混亂，對國家財政制度造成威脅。
大城市中出現了櫃坊和飛錢。櫃枋經營錢物寄付，在櫃枋存錢的客戶可以憑書貼（類似於支票）寄付錢財。這些都說明了商業在中唐时期的繁榮。唐末，藩镇战乱连绵，户数锐减，社会经济规模再也未能达到开元盛世的水平。
唐政府多次查禁私鑄和濫鑄等的法令，並禁斷使用劣幣。但是由於銅錢貨幣供應量嚴重短缺，私鑄和濫鑄有暴利可圖，所以成效並不理想。
唐代，海外貿易開始興盛，西元八世紀下半期，從廣州經由麻六甲海峽進入印度洋，抵達印度、錫蘭、再西入波斯灣、亞丁及紅海地區的航路。將通往西方的海道與往新羅及日本的海道連接起來，唐代海外交通所能抵達的範圍，已及於新大陸發現之前舊世界的大部分地區，中東商人如猶太人、波斯人以及阿拉伯人紛紛西來。中國沿岸的交州、廣州、泉州、明州（今浙江宁波）、揚州等城市，因與蕃舶互動頻繁，如雨後春筍般興盛起來，成為重要的對外貿易港口。為因應海上貿易的新形勢，唐代還特別設置「市舶司」，用來管理蕃舶的進出以及徵稅事由。海外貿易的數量，自此不斷成長。

## 生產技術
唐代農業生產工具比前代有所進步，开元年间发明了曲辕犁，還出現了新的灌溉工具水車和筒車。唐高祖武德七年（624年）统一全国，在之后稳定的一百三十年之中，僅見於記載的重要水利工程总计一百六十多項。其中著名的如玉梁渠、絳岩湖、安徽鏡湖、山东窦公渠、山西文水、河北三河、四川彭山、湖南武陵等。开元二十八年（740年），总耕地面積達到14,003,862頃（折合今市制为12.197亿市亩耕地）。农业工具的进步以及水利工程的发展促使糧食產量逐年提高。天寶八载（749年），官倉存糧達九千六百萬石。長安洛陽米價最低的唐玄宗开元十四年（726年）時，每斗僅十三文，青州、齊州每斗僅五文。五谷的丰盛直接体现在唐初各地户口与垦田数量的超前增长。

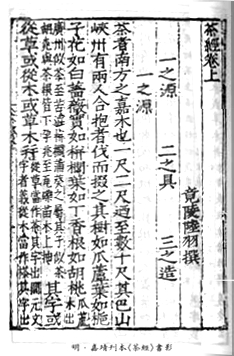
唐朝陸羽所著《茶经》

中唐之后，由於黄河中下游地区在安史之亂期间遭受破坏，而淮河以南地区遭受战乱的破坏相对小得多，所以淮河以南地区的经济文化发展水平就在之后的稳定发展之中超越黄河中下游地区，中唐时淮河以南的土地大量開墾及大修水利，插秧移植水稻，使江淮的糧產量大幅增加，成为全国重要的粮食产区。白糖的製造始於唐代，宋以後長江以南各省種植甘蔗。种植贩运茶叶的发展形成了南方经济的一大收入。饮茶的习俗，从南方传到北方，逐渐普及。南方的茶叶，通过大运河和陆路大批运往北方各地，至吐蕃渤海，甚至远及波斯大食。然因賦稅不足，國用匱乏，贞元九年（793年）正月，鹽鐵使張滂奏請在主要產茶州郡及交通要塞，委派鹽鐵度支巡院設置茶場，由主管官吏分三等定價，每十稅一，在中唐以後成為國家的重要收入，因此在歷史上成為正式建立稅茶之始。 

## 備註
1. ↑  《通典》卷六《賦稅》載武德六年三月令︰“天下戶，量其資產，定為三等。至九年三月詔︰天下戶立三等，未盡升降，宜為九等”
2. ↑  繁：，简：，拼音：，注音：，音同「谢」
3. ↑  公有田即隋之口分田，北周之露田；私有田即隋之永业田，北周之桑田。
4. ↑  繁：，简：，拼音：，注音：，音同「客易」，即赋税和徭役。
5. ↑  代宗大曆四年（769年）记载九等户税年收税额分别为：“上上户四千文，上中户三千五百文，上下户三千文，中上户二千五百文，中中户二千文，中下户一千五百文，下上户一千文，下中户七百文，下下户五百文。”
6. ↑  每年分夏、秋兩次收稅，所以稱為「兩稅法」。
7. ↑  明代的「一條鞭法」和清代的「攤丁入畝」，都把力役合併到田租，都是兩稅法的沿續。
8. ↑  原称“三彩陶俑”。
9. ↑  經濟發展可分為幾個階段：(1)自然經濟：以實物交換。(2)貨幣經濟：以貨幣作媒介。(3)信用經濟：以信用票券作為媒介。西元二世紀末到八世紀中葉，中國以實物交易為主，錢幣流通較少，所以學者稱為「中古自然經濟。」
10. ↑  飛錢又稱便錢或便換，是商人先到京師，置錢於各道駐京之進奏院，然後換取憑證(即飛錢)，當到各道做生意時，憑證兌現錢花用，類似於現在的匯票。
11. ↑  蘇東坡詩：「冰盤薦琥珀，何似糖霜美。」宋時的「糖霜」，即今日的冰糖。
12. ↑   註: